# Atuel
Atuel (hiszp. Río Atuel) – rzeka w Argentynie. Ma 480 km długości. Jej źródło znajduje się w Andach, w pobliżu granicy Argentyny z Chile. Płynie w kierunku południowo-wschodnim, uchodzi do rzeki Salado na południowy wschód od miasta Santa Isabel. Rzeka jest wykorzystywana do uprawiania raftingu. 